# Mariä-Himmelfahrt-Kirche (Zaborowo)
Die Mariä-Himmelfahrt-Kirche in Zaborowo (deutsch Saberau) ist ein verputzter Saalbau aus Feldstein und Ziegeln von 1740 mit hölzernem westlichen Dachturm. Bis 1945 war sie Pfarrkirche des evangelischen Kirchspiels Saberau im ostpreußischen Kreis Neidenburg. Heute ist sie ein Gotteshaus der Polnisch-Katholischen Kirche Zaborowo in der polnischen Woiwodschaft Ermland-Masuren.

## Geographische Lage
Zaborowo liegt südwestlich der Stadt Nidzica (deutsch Neidenburg) im Südwesten der Woiwodschaft Ermland-Masuren. Durch den Ort verläuft eine Nebenstraße, die von Kanigowo (Kandien) nach Sarnowo (Scharnau) führt.
Der Standort der Kirche befindet sich in der nordwestlichen Ortsmitte an der Straße nach Pielgrzymowo (Pilgramsdorf).

## Kirchengebäude
Obwohl Saberau schon in vorreformatorischer Zeit ein Kirchdorf war, weiß man von Kirchengebäuden vor 1740 nichts. Erst in jenem Jahr wurde von dem Neubau jener Kirche berichtet, die noch heute vorhanden ist.
Die Kirche wurde aus mit Feldsteinen gemischten Ziegeln als Saalbau errichtet. Sie bildet ein Rechteck „von 80 Fuß × 45 Fuß, dessen Ecken nach den vier Weltgegenden gerichtet sind“. Die Mauerhöhe betrug „16 Fuß“.
An der Westseite ist ein hölzerner Turm angebracht, dessen Vorderseite auf der Kirchenmauer ruht und im Inneren von vier Stützen getragen wird. Die ursprünglich viereckigen Kirchenfenster wurden später durch Rundbogenfenster ersetzt.
Das gesamte Kircheninnere ist von einer flachen Bretterdecke überspannt, die von untergesetzten Pfeilern gestützt wird. Der Kanzelaltar auf der Ostseite wurde Mitte des 19. Jahrhunderts aus Teilen aus dem 17. und 18. Jahrhundert zusammengesetzt. Drei Glocken bildeten das Geläut der Kirche.
Im Jahre 1849 erhielt das Gotteshaus eine Orgel aus der Werkstatt Rohn in Wormditt (polnisch Orneta). Altargeräte aus dem gleichen Jahr – Kelch und Patene vergoldet – stellten ein besonderes Inventar der Kirche dar.
Die Kriege hat die damals evangelische Kirche weitgehend unbeschädigt überstanden. Sie wurde nach 1945 mehrmals überarbeitet und befindet sich jetzt im Eigentum der Polnisch-Katholischen Kirche, die sie der Mariä Himmelfahrt gewidmet hat.

## Kirchengemeinde

### Evangelisch

#### Kirchengeschichte
Zu welchem Zeitpunkt in Saberau eine Kirche gegründet wurde, ist nicht bekannt. Wohl aber gab es sie bereits vor der Reformation, die zu Beginn des 16. Jahrhunderts in Ostpreußen eingeführt wurde. Bereits in den 1520er Jahren war in Saberau ein lutherischer Geistlicher tätig. Bis 1894 wurde die Pfarrstelle Scharnau (polnisch Sarnowo) mitversehen. Bis 1945 war die Kirchengemeinde Saberau in den Kirchenkreis Neidenburg (polnisch Nidzica) in der Kirchenprovinz Ostpreußen der Kirche der Altpreußischen Union eingegliedert. 1925 zählte das Kirchspiel 1800 Gemeindeglieder in neun Dörfern.
Flucht und Vertreibung der einheimischen Bevölkerung in der Zeit nach 1945 setzten dem Leben der evangelischen Gemeinde in Saberau ein Ende. Heute hier lebende evangelische Einwohner orientieren sich zur Heilig-Kreuz-Kirche Nidzica in der Diözese Masuren der Evangelisch-Augsburgischen Kirche in Polen.

#### Kirchspielorte
Zum Kirchspiel Saberau zählten bis 1945 neben dem Pfarrort Saberau noch acht Dörfer:
| Deutscher Name                    | Polnischer Name |  | Deutscher Name | Polnischer Name |
| --------------------------------- | --------------- |  | -------------- | --------------- |
| * Bartkenguth                     | Bartki          |  | Salleschen     | Zalesie         |
| Gorrau 1938 bis 1945: Gorau       | Górowo          |  | Schiemanen     | Szymany         |
| * Pilgramsdorf                    | Pielgrzymowo    |  | * Skudayen     | Szkudaj         |
| Powiersen 1938 bis 1945: Waldbeek | Powierz         |  | Wasienen       | Ważyny          |

#### Pfarrer
Von der Reformation bis 1945 amtierten an der Kirche Saberau als evangelische Geistliche die Pfarrer:
- NN., bis 1527
- NN., ab 1527
- Nicolaus N., 1561
- Jacob Rutkowski, 1621
- Sebastian Bambst, ab 1621
- Matthias Tschepius, bis 1673
- August Ceraski, 1676
- Jacob Augar, ab 1686
- Martin Schwittau, 1687–1733
- Daniel Christ. Gizicki, 1729–1764
- Johann Dreier, 1761–1795
- Johann Andreas Baatz, 1795–1822
- Christoph Dopatka, 1823–1844
- Friedrich Benjamin Moeller, 1840–1844
- Georg Wilhelm J. Braun, 1845–1868
- Friedrich R. Schwill, 1866–1886
- Johann Friedrich G. Koschorrek, 1886–1896
- Eduard Schauke, 1897–1899
- A. Emil H. Mißfelder, 1899–1915
- Eugen Drwenski, 1915–1930
- Franz-Reinhold Hildebrandt, 1932–1933
- Erich Szimba, 1934
- Erich Luckat, 1935
- Herbert Drews, 1937
- Lothar Grabowski, vor 1942–1945

### Polnisch-katholisch
Durch den Zuzug zahlreicher Neubürger nach 1945 kamen vermehrt Angehörige der römisch-katholischen Kirche wie auch der polnisch-katholischen Kirche in die Region Zaborowo. Hier nun fasste die polnisch-katholische Gemeinde Fuß und übernahm das ehemalige evangelische Gotteshaus. Die Gemeinde gehört zum Dekanat Pommern-Ermland im Bistum Warschau. Die römisch-katholischen Einwohner orientieren sich zur Kirche Sarnowo im Dekanat Kozłowo (Groß Koslau, 1938 bis 1945 Großkosel) im Erzbistum Ermland.